# Selaginella selaginoides
A Selaginella selaginoides egy mohaszerű virágtalan növény, de nem moha hanem a korpafüvek törzsébe (Lycopodiophyta), Isoetopsida osztályába és a csipkeharasztok (Selaginellales) rendjébe tartozó haraszt faj, mely az északi féltekén elterjedt. Közeli rokona a Selaginella deflexa, mely a Hawaii szigeteken őshonos csipkeharaszt. Magyarország jelenlegi területén nem található meg, de a Kárpátokban gyakori növény, magyar elnevezése: Prémes szelaginella vagy Töviskés szelaginella.

## Megjelenése
Kistermetű, földön kúszó, törékeny növény. A talajon fekvő évelő hajtásai rövidek. Ezekből a steril hajtásokból nőnek ki a 15 cm hosszú spórákat termelő hajtásai, melyek a végükön felhajlanak, de ezek a hajtások minden télen elfagynak. A levelei kicsik, csak 1-2 mm hosszúak, keskeny háromszög alakúak, szélükön fogasak.
A fertil, spórákat termelő hajtások vékonyabbak, kevésbé robusztosak mint az évelő hajtások, a levelei vékonyabbak és spirálian helyezkednek el a száron. A színe sárgásabb mint a steril hajtásnak. A fertil száron kétféle sporangiumokban termelődnek a spórák: a a hajtás alsó részén a lebenyes megasporangiumokban a megaspórák fejlődnek és a hajtás felső részén pedig az egyszerűbb mikrosporangiumokban a mikrospórák termelődnek.

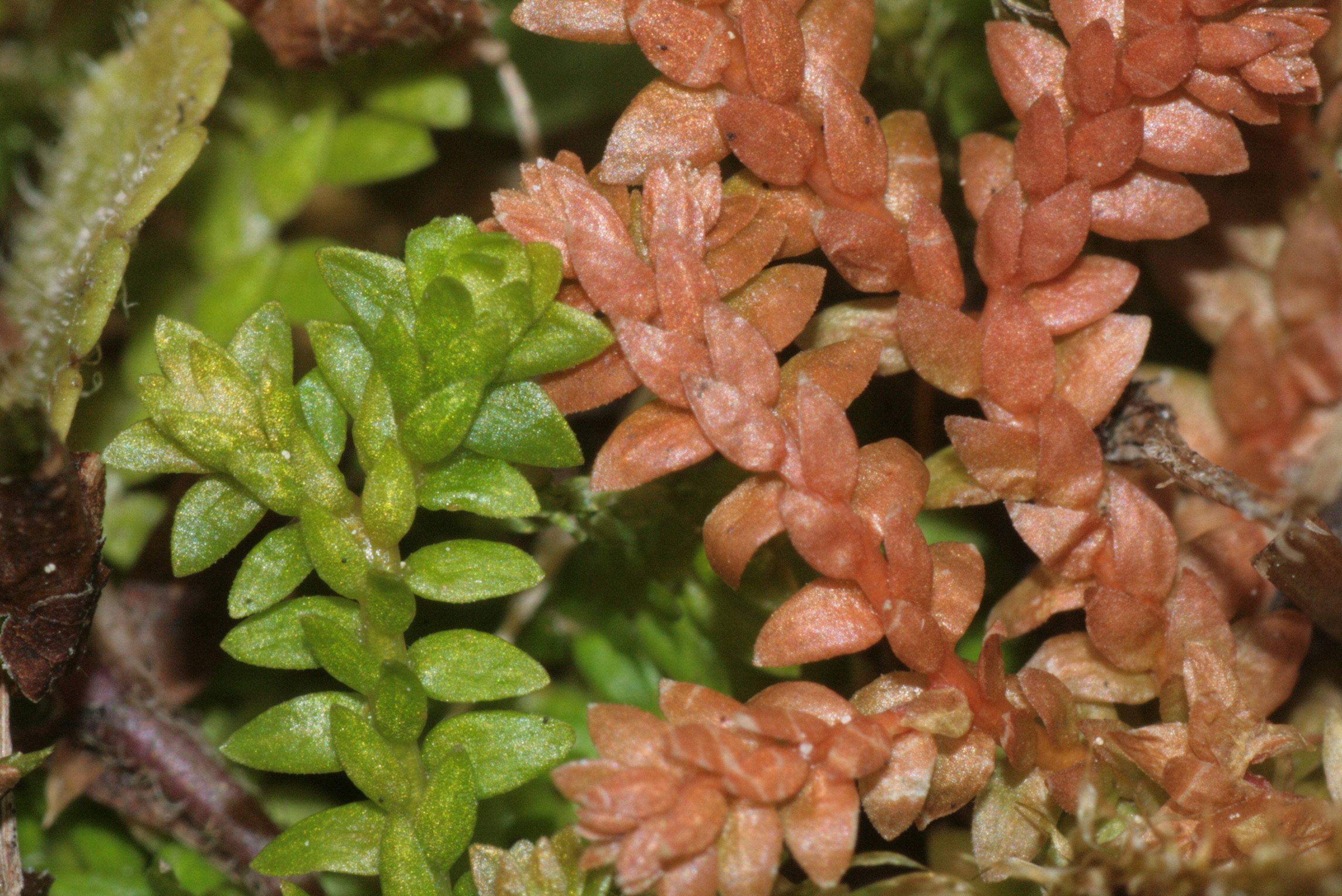
A szár és levelek közelről
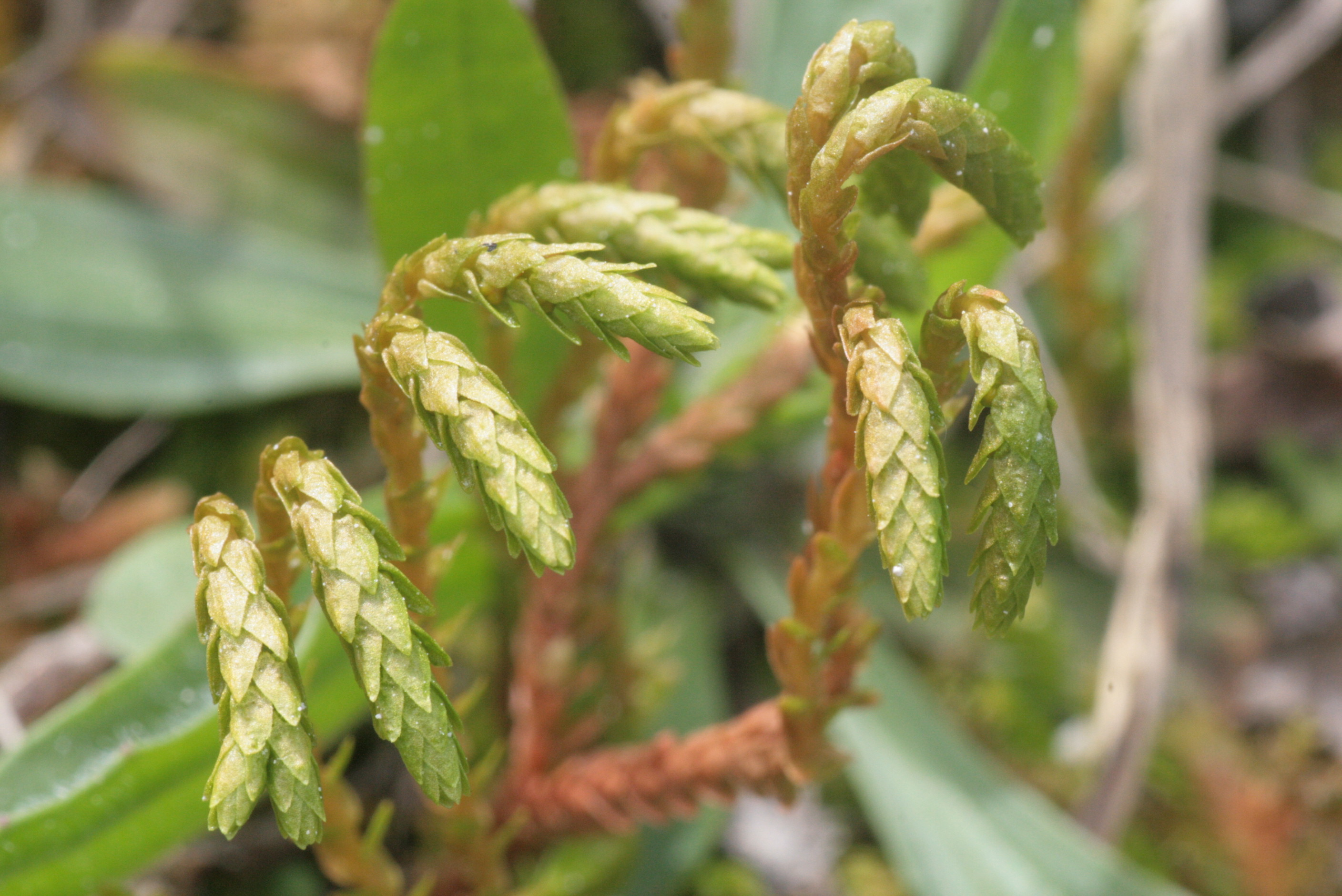
Fiatal, fejlődő sporofillumfüzérek
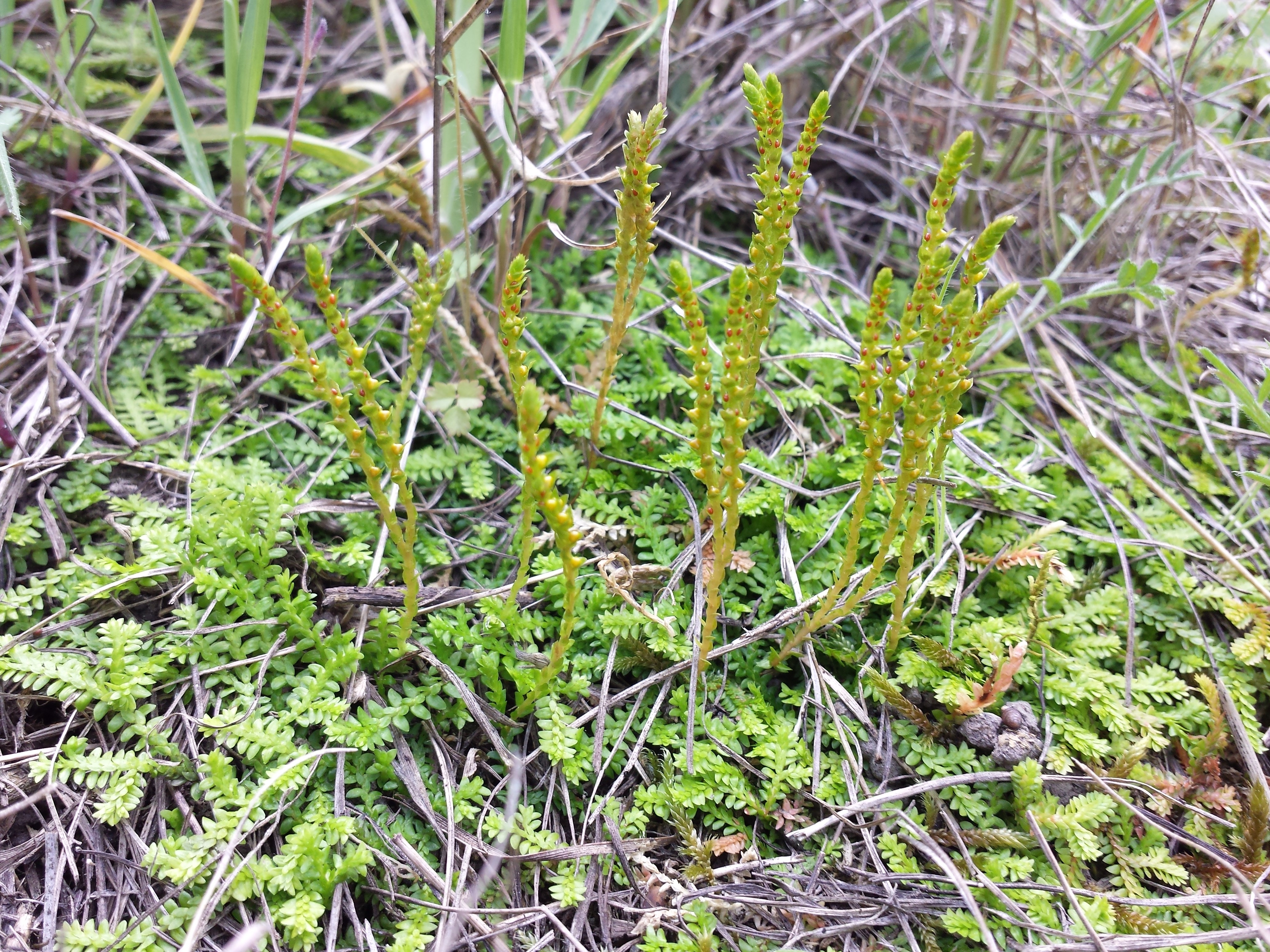
Habituskép élőhelyen

## Elterjedése, élőhelye

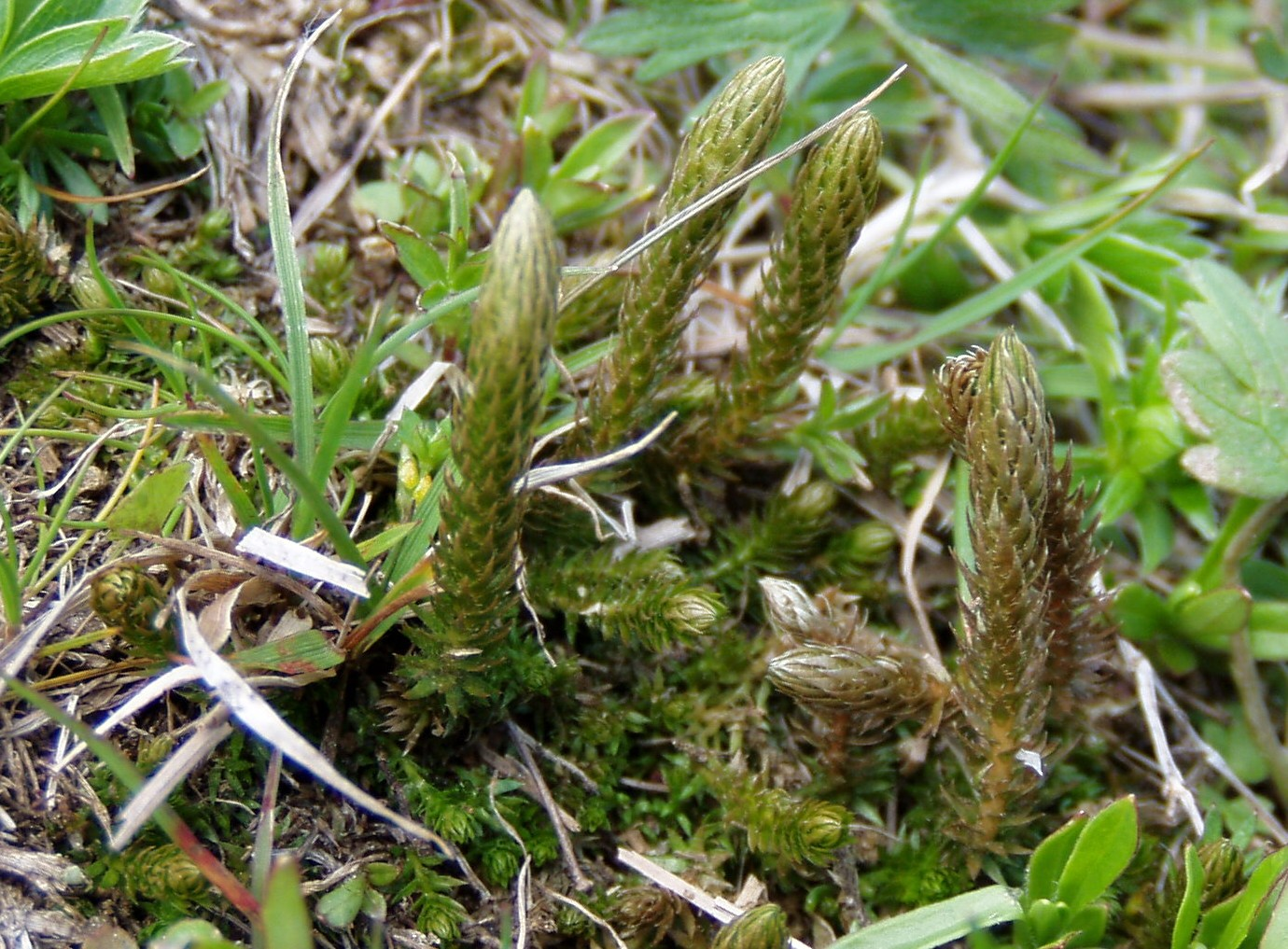
1600 méteres tengerszint feletti magasságban Ausztriában, a Rax hegységben

A Selaginella selaginoides egy közel cirkumpoláris faj, azaz az északi-féltekén elterjedt növény, ide tartozik észak Európa, Ázsia és Észak-Amerika, beleértve Grönlandot, Izlandot és Feröer-szigeteket. Európában a legdélibb elterjedése a Pireneusoknál, Appenineknél és a Kaukázusnál húzódik. Ázsiában Japánban is megtalálható, Észak-Amerikában megtalálható Nevada, Wisconsin, Michigan és Maine államokban is. A déli régiókban főleg magashegységekben él. Magyarországon nem él, legközelebbi élőhelyei az Alpokban és a Kárpátokban található meg.
A nedves élőhelyeket kedveli semleges vagy lúgos kémhatású talajjal főleg a hegyvidéki területeken. Ilyen élőhelyek a hegyi lápok, tavak, patakok partja, nedves sziklák és dűnék alja. Pionír növény, rosszul tűri a más növényekkel való versengést. Észak-Amerikában jellemzően 600-2900 méteres tengerszint feletti magasságban él, de megtalálták már 3800 méteren is. Nagy-Britanniában 1065 méter a rekordja.
Világviszonylatban nem veszélyeztetett faj, de a nedves élőhelyek kiszáradása, lecsapolása veszélyezteti és Nagy-Britanniában az alacsony fekvésű, alföldi (lowland) régiókból már az 1930-as években eltűnt, de a felföldön nem sérültek az állományai.

## Fordítás
Ez a szócikk részben vagy egészben  a   Selaginella selaginoides című angol Wikipédia-szócikk ezen változatának fordításán alapul.  Az eredeti cikk szerkesztőit annak laptörténete sorolja fel. Ez a jelzés csupán a megfogalmazás eredetét és a szerzői jogokat jelzi, nem szolgál a cikkben szereplő információk forrásmegjelöléseként.